# Paputrouni
Paputrouni är en ö i Finland. Den ligger i Skärgårdshavet och i kommunen Tövsala i den ekonomiska regionen  Nystadsregionen i landskapet Egentliga Finland, i den sydvästra delen av landet. Ön ligger omkring 42 kilometer väster om Åbo och omkring 190 kilometer väster om Helsingfors.
Öns area är 1 hektar och dess största längd är 200 meter i öst-västlig riktning.